# Ханибал
Ханибал Барка (Картагина, 247. п. н. е. – 182. п. н. е.), је био војни командант древне Картагине, најчувенији по достигнућима у Другом пунском рату у вођењу армије од Хиспаније преко Пиринеја и Алпа у сјеверну Италију и побједом над Римљанима у бици код Требије (218. п. н. е.), бици код Тразименског језера и бици код Кане. Након Кане, многи градови су се побунили против Рима. Међутим, Римљани су избјегавали да се боре са њим у великим биткама и постепено су освојили сва његова утврђења у јужној Италији. У инвазији на Африку 204. п. н. е., Римљани су постигли велике успјехе и натјерали Ханибала да се врати у Африку, гдје га је римски командант Сципион поразио у бици код Заме (202. п. н. е.).
Након овог рата, Ханибал је водио Картагињане неколико година, помажући да се опораве од ратних разарања, док га Римљани нису протјерали у егзил 195. п. н. е. Отишао је да живи на двор селукидског краља Антиоха III. Године 189. п. н. е. Римљани су поразили Антиоха у рату и захтијевали су од њега да им изручи Ханибала. Тада је Ханибал побјегао на двор краља Прусије I у Битинију. Када су Римљани затражили од Прусе да изручи Ханибала, Ханибал је извршио самоубиство јер није желио да падне у руке Римљанима.
Ханибал се сматра једним од највећих војних команданата свих времена, раме уз раме са Александром Великим, Јулијем Цезаром и Наполеоном Бонапартом.

## Детињство и младост
Ханибал је био један од синова Хамилкара Барке, картагинског војсковође. Имао је неколико сестара и два брата, Хаздрубала и Магона. Ханибалови зетови били су Хаздрубал Лепи и нумидијски краљ Наварас. Када су они, заједно са Ханибаловим оцем, ратовали у Плаћеничком рату и освајали Иберијско полуострво, Ханибал је још увек био дете. Након завршетка Првог пунског рата и Плаћеничког рата, Картагина је изгубила Сицилију, Сардинију и Корзику. Хамилкар је започео са ширењем картагинске власти на Иберијском полуострву. Картагинска морнарица тада је била у тако лошем стању да није могла превести војску на Иберијско полуострво већ је Хамилкар копненим путем морао прећи у Европу.
Након смрти Хамилкара Барке, заповедник картагинске војске на Иберијском полуострву постао је његов зет Хаздрубал. Ханибал је служио Хаздрубала као официр. Хаздрубал је 226. године п. н. е. склопио са Римљанима мир на реци Ебро према коме се обавезао да картагинску власт неће ширити северно од те реке. Римљани су се одрекли претензија на Иберијско полуострво јужно од Ебра. Након Хаздрубалове погибије (221. п. н. е.) Ханибал је од стране војске проглашен за команданта картагинске војске на Полуострву. По преузимању овлашћења, Ханибал је две године провео у консолидацији своје власти и покоравању племена јужно од Ебра. Ратовао је против Олкадејаца, Вакцејаца и Карпетана. Страхујући од Ханибала, Рим склапа савез са Сагунтом, значајним градом јужно од реке Ебро, обезбедивши тиме упориште на непријатељској територији. Ханибал је и раније намеравао да зарати са Римљанима. Ово је сматрао за добар повод да започне рат. Ханибалова војска отпочела је са опсадом Сагунта. Град је освојен након осам месеци. Рим је реаговао на ово очигледно кршење споразума. Картагинска влада није осудила Ханибалове поступке.

## Прелазак преко Алпа
На идеју о преласку војске преко Алпа дошао је још Хаздрубал. Римљани су били свесни опасности од савеза између Картагине и Келта који су насељавали долину реке По у северној Италији. Келти су гомилали снаге како би извршили инвазију ка југу. Због тога су Римљани 225. године п. н. е. предузели превентиван напад на долину реке По. Пет година касније формирана је римска провинција Цисалпинска Галија. Ханибал је напустио Нову Картагину у касно пролеће 218. године п. н. е.. Пут до Пиринеја био је изузетно тежак јер су картагинску војску угрожавала локална племена. У Шпанији је остао одред од 20.000 војника. Ханибал је у Галију ушао са 40.000 пешака и 12.000 коњаника. Римљани су допустили да Ханибал без већих тешкоћа стигне до долине реке Роне. Ханибал је до Роне стигао до септембра исте године. Његова војска сада је бројала 38.000 пешака, 8.000 коњаника и 38 слонова. Готово ниједан слон није преживео прелазак преко Алпа (од 38 колико их је кренуло). Како би заобишао римске трупе, Ханибал је скренуо ка северу и прешао Рону на удаљености три дана од ушћа.
Прелазак преко Алпа био је изузетно тежак. Питање тачне путање којом је Ханибал ишао довело је до познате полемике. Стручњаци се, ипак, највише опредељују за Малог светог Бернарда који је водио кроз земљу Инсубра који су били спремни да пропусте Картагињане. На почетку су локални становници пуштали Картагињане да прођу без отпора. Међутим, прилика за огромним пленом навела их је да крену у напад Многи Ханибалови војници погинули су у сукобу. Картагињани су на планинама били у стању да пруже само слаб отпор. Жестоким нападом, Ханибал је натерао Гале у бекство. Војска је тако стигла у долину између језера Бурже и Изера. У срцу Алпа Картагињани су се поново морали суочити са непријатељским племенима који су их лукавством наговорили да уђу у уску клисуру. Међутим, и ова препрека је савладана. Према Полибију, 9. новембра 218. године Картагињани су започели са силаском са планина. Пред њима се налазио врх Мон Блан. Скоро три недеље након што су започели успон, Картагињани су ступили на равницу Северне Италије.
Ханибала је прелазак преко Алпа коштао више од половине снага. Војска која је ступила у Северну Италију била је само олупина сјајне војске која је напустила Нову Картагину.

## Битке код Тицина, Требије и Тразименског језера
Римљани су сада имали прилику да униште картагинску војску. Двадесетина војне снаге Рима била би довољна да уклони опасност од Ханибала. Међутим, Римљани су лоше проценили да ће средиште рата бити на Иберијском полуострву и у Африци. Тако је пропуштена златна прилика да се Ханибал порази. Картагински војсковођа је, након кратког одмора, напао територију Таурина, лигурског народа који је био у рату са Инсубрима. У њиховом главном граду Ханибал је поставио гарнизон. На реци Тицину, Ханибал се по први пут суочио са римском војском конзула Публија Корнелија Сципиона. У краткотрајном сукобу Ханибал односи победу, а Сципион се рањен повлачи.
Након што је у Рим стигла вест о поразу, конзулу Тиберију Семпронију Лонгу, који је до тада боравио на Сицилији, стигло је наређење да се повуче са острва и помогне Сципиону. Ханибал му је препречио пут до Сципиона, али се Лонг вешто провукао. Уследила је битка код Требије (18. децембар 218. п. н. е.) која је завршена одлучном Ханибаловом победом.
Ханибал је зиму 218/7. п. н. е. провео са Галима, а у пролеће је предузео офанзиву ка југу. Нови конзули били су Гнеј Сервилије и Гај Фламиније. Они су запосели два могућа правца Ханибаловог кретања: Армини на Јадранском мору и Арецијум у близини Апенина. Ханибал је одлучио да са војском пређе преко мочварног подручја око реке Арно. Пут је био најкраћи, али и најопаснији. Картагинска војска је четири дана прелазила мочварно подручје. Ханибал је у прелазу изгубио десно око оболело од конјуктивитиса. Преостали Ханибалови слонови су том приликом страдали. У брдима Етрурије Ханибал се суочио са Фламинијем и нанео му катастрофалан пораз у бици код Тразименског језера. У бици су уништене две римске армије. Римљани су изгубили 30.000 људи од којих је половина погинулих Ханибалу је пут ка Риму био отворен. Међутим, због недостатка опсадних справа и сигурне базе, одустао је од опсаде и кренуо је ка југу.
Римљани су, због блиске опасности, именовали диктатора. Био је то Квинт Фабије Максим који је усвојио нову тактику избегавања отвореног сукоба са непријатељем и ограничавање његовог кретања малим јединицама које су нападале непријатељско снабдевање. Ханибал је опустошио Апулију и марширао кроз Самнијум до Кампаније, једне од најплоднијих области Апенинског полуострва. Фабијева стратегија била је непопуларна код Римљана који су је сматрали кукавичком. Ханибал је одлучио да не зими у Кампанији коју је опустошио. Међутим, Фабије му је затворио пролаз ка Апулији. Због тога је картагински војсковођа прибегао лукавству. По ноћи је скупио сву стоку и завезао јој је бакље за рогове. Римљани, који су чували пролаз помислили су да Картагињани намеравају да прођу ноћу кроз шуму помоћу бакљи. Римљани су кренули за стоком, па је Ханибал заузео пролаз. Користећи освојени пролаз Ханибал је прешао у Апулију, где је презимио. Овај неуспех коштао је Максима функције диктатора.

## Битка код Кане
У пролеће 216. године п. н. е. Ханибал је преузео иницијативу и запленио римско снабдевање Кане у Апулијској равници. У Риму су за ту годину за конзуле изабрани Гај Теренције Варон и Луције Емилије Паул. Конзули су сакупили до тада највећу војску. Према неким изворима бројала је око 100.000 људи, али је вероватније да је имала 50-80.000 људи.. Војска је марширала ка југу, према Апулији и затекла Ханибала на левој обали реке Ауфидус. Две војске спојиле су се у једну, а конзули су се смењивали у команди дан за даном. Првог дана командовао је Варон који је намеравао да нападне Ханибала. Ханибал га је намамио у замку и окружио римску војску елиминишући тако њену бројчану надмоћност. Центар Ханибалове војске састојао се од пешадије, а крила од галске и нумидијске коњице. Римска војска напала је слаби центар, али је покошена у налету коњице са бокова. Махарбал, командант Ханибалове коњице, разбио је римску војску са десне стране, а сам Ханибал са леве. Победа је била потпуна. Римљанима није пружена шанса за бег. Процењује се да је у бици код Кане погинуло или заробљено 50 до 70.000 Римљана. Луције Емилије Паул такође је изгубио живот. Сем њега, погинуло је 48 војних трибуна и 80 сенатора. У то време римски сенат састојао се од 300 људи те је погинуло 25% до 30% сенатора. То битку код Кане чини једним од највећих пораза у римској историји и једном од најкрвавијих битака у људској историји (број мртвих у једном дану). Након пораза код Кане, Римљани су избегавали да се отворено супротставе Ханибалу. Резултат ове тактике је то да Ханибал више није имао великих битака у Италији све до завршетка рата. Сам Ханибал није предузимао опсаду Рима због недостатка новца и опсадних справа. Махарбал је једном приликом рекао: "Ханибал зна како да однесе победу, али не и како да је искористи"
Након пораза код Кане, многи делови Италије стали су на страну Картагињана. Грчки градови на Сицилији подигли су побуну против римске власти, а македонски краљ Филип V обећао је подршку Картагини чиме је отпочео Први македонски рат. Са Ханибалом је склопио савез и Хијероним од Сиракузе. Ханибал је од Капуе, другог по величини италијанског града, направио своју базу. Често се говори како је Ханибал, уз одређену помоћ картагинских власти, могао освојити Рим. Међутим, морао се задовољити смиривањем мањих тврђава које су још увек биле против њега.

## Даље борбе у Италији
Рат у Италији дошао је до застоја. Римљани су примењивали тактику Фабија Максима јер су схватили да је то једини начин да победе Ханибала. Користили су тактику спаљене земље. Због недостатка намирница долазило је до немира у картагинској војсци Ханибалове акције у наредним годинама сведене су на мање сукобе у јужној Италији, углавном у Кампанији. Међутим, и даље је односио значајне победе. Године 212. п. н. е. потпуно је уништио две римске војске, а у једном тренутку су у борби са Ханибалом погинула обојица конзула. Један од њих био је чувени Марко Клаудије Марцел. Међутим, недовољно подржан од својих италијанских савезника и напуштен од своје владе, било због љубоморе или заузетости Картагињана на другим фронтовима, Ханибал је полако почео да губи тло под ногама. Више није могао да великом победом доведе до трајне стратешке промене. Против слања помоћи Ханибалу био је и аристократа Ханон Велики.
Ситуација полако прелази у корист Римљана. Ханибал је 212. године п. н. е. освојио Тарент. Међутим, следеће године Римљани су повратили Капуу, а освојили су и Сиракузу уништавајући картагинску војску на Сицилији. Потом су Римљани склопили савез са Етолцима против Филипа. Ханибал је у међувремену однео победу у бици код Хердоније у Апулији, али је изгубио Тарент следеће године. Године 208. п. н. е. Ханибал је уништио римску војску која је опсела Локриду Епизефирску. Године 207. п. н. е. он је држао скоро целу Апулију и ишчекивао брата Хаздрубала који је са војском копненим путем долазио из Шпаније. Међутим, Хаздрубал је поражен у бици код Метаура. Ханибалов положај у Италији сада је био опасан. Шансе да поврати доминацију нису постојале. Године 203. п. н. е. Ханибал се вратио у отаџбину како би Картагину бранио од инвазије Публија Корнелија Сципиона Африканца.

## Крај рата
Године 203. п. н. е. Ханибал је од Картагињана опозван у Африку. Тамо се 204. године п. н. е. искрцао римски војсковођа Публије Корнелије Сципион Африканац са око 35.000 људи. Савезник му је био и нумидијски краљ Масиниса. Софакс, картагински савезник у Нумидији, збачен је од стране Рима. Пре напуштања Италије, Ханибал је забележио у бронзи свој успех у Јунонином храму у Кротони. Долазак Ханибала довео је до доминације ратоборне странке у Картагини. Године 202. п. н. е. Сципион и Ханибал састали су се како би преговарали о миру. Међутим, и поред међусобног дивљења, преговори су пропали. Римљани су се позивали на кршење споразума којим је окончан Први пунски рат. Сципион и Римљани изнели су свој план Картагини. Картагина је могла задржати све територије у Африци, али се морала одрећи осталих територија. Масинисина Нумидија требало је да буде независна. Такође, Картагина је морала да смањи ратну флоту и да плати одштету. Међутим, заробљавање римске флоте у заливу Тунис онемогућило је даље преговоре. Охрабрени Ханибаловим присуством, Картагињани одбацују преговоре.
Ханибалове снаге износиле су око 40.000 људи (36.000 пешака и 4000 коњаника), а Сципионове снаге 29.000 пешака и 6100 коњаника. Двојица војсковођа сукобили су се у бици код Заме, недалеко од Утике, 19. октобра 202. године п. н. е. Ханибал је своју војску распоредио у три линија фаланги. Намеравао је да нападом слонова разбије римске линије и нападне их пешадијом и коњицом. Међутим, Ханибал је водио војску сакупљену на брзину која се по квалитету знатно разликовала од оне коју је имао у Италији. Искусна римска коњица брзо је разбила картагинску. Сципион је своју војску распоредио тако да лако може пропустити слонове који су могли нападати само правом линијом. Римљани су се сукобили са трећом Ханибаловом линијом. У једном тренутку Ханибалу је победа била надомак руке. Међутим, битку је решила римска коњица. Ханибалова неискусна војска није јој се могла супротставити. Битка код Заме одлучила је исход рата. Други пунски рат завршен је следеће године.
Мировним споразумом из 201. године п. н. е. Картагина се одрекла територија на Иберијском полуострву, ограничила морнарицу на 10 бродова, пристала на то да не сме регрутовати војску без одобрења Рима и водити било какве ратове без одобрења Рима. Морала је платити и високу ратну одштету (10.000 талената).

## Егзил
Ханибал је убрзо показао да би могао да буде добар државник, као и војник. Након закључења мира којим је Картагина изгубила свој ранији значај, Ханибал се спремао да се кандидује за суфета, врховног магистрата. Међутим, олигарси су били љубоморни и оптужили су Ханибала за издају у Африци, а неактивност у Италији. Ханибал је такође преуредио Веће Сто четири ограничивши њихов мандат на годину дана, највише две године у случају рата. Седам година након победе код Заме, Римљани, заплашени наглим опоравком Картагине, захтевају да им се преда Ханибал. Он је, међутим, отишао у добровољно изгнанство. Отпутовао је најпре у Тир, "мајку" Картагине, а затим у Ефес. Тамо се моћни селеукидски краљ Антиох III Велики спремао да зарати са Римом. Ханибал је увидео да се селеукидска војска не може мерити са римском те је саветовао опремање флоте и искрцавање на југ Италије. Нудио се да преузме команду. Међутим, на Антиоха није оставио јак утисак. Римљани Антиоху 191. године наносе пораз код Термопила. Потом нападају селеукидске територије у Анадолији. Селеукиди су одлучно поражени код Магнезије 190. године п. н. е. Римском војском командовао је Сципион Африканац и његов брат Публије Корнелије Сципион Азијатик. Ханибал је био на челу селеукидске флоте која се 190. године п. н. е. супротставила римско-родоској флоти код Еуримедона. Међутим, у бици је претрпео пораз. Ханибал сада није био сигуран на селеукидском двору те је побегао код јерменског краља Артаксија I. Страбон и Плутарх додају да је Ханибал помогао Артаксију да оснује нову јерменску престоницу, Артаксату, у близини Севана. Након Антиоховог пораза у Сирском рату, Ханибал бежи на Крит, али се убрзо враћа у Малу Азију код Прусија I од Битиније који је био у рату са римским савезником Еуменом II Пергамским. Ханибал је дошао да би Прусији помогао у рату. Током једне од поморских битака, Ханибал је као оружје користио саксије напуњене змијама отровницама које је бацао на непријатељске бродове. Ханибал је помогао Прусији да однесе још две победе над Еуменомнакон чега су се у рат умешали Римљани и запретили Битинији. Поставили су јој ултиматум да преда Ханибала. Прусија је пристао на римске услове, али је Ханибал остао одлучан да не падне у руке непријатељу. Код Либисе на источној обали Пропонтиде, попио је отров који је дуго носио у прстену. Тачна година Ханибалове смрти није утврђена. Тит Помпоније Атик и Ливије у својим делима наводе да је Ханибал умро 183. године п. н. е., а Полибије за годину Ханибалове смрти узима 182. годину п. н. е. Сулпиције Блито бележи да је Ханибал умро 181. п. н. е..

## Изреке
- „Пронаћи ћемо пут или ћемо га сами направити“ - Ханибалов одговор на примедбу да је немогуће прећи Алпе са слоновима.

## Ханибалове битке
- Локације најзначајнијих битака Другог пунског рата
- Битка код Тразименског језера
- Битка код Заме, Корнелис Корт
- Битка код Заме
- Битка код Заме, Корнелис Корт
- Смрт Емилија Паула у бици код Кане
- Битка код Кане, средњовековни приказ
- Положај војски у бици код Требије